# Vesihiisi (sous-marin)
Pour les articles homonymes, voir Vesihiisi.
Le Vesihiisi (littéralement « monstre marin (fi) » dans la mythologie finnoise) était un sous-marin de 500 tonnes de la flotte finlandaise de la classe Vetehinen (en).
Il a été utilisé des années 1930 à la fin de la guerre de Continuation, quand la Finlande a abandonné, selon de traité de Paris, les sous-marins et le navire Väinämöinen.
Le Vesihiisi appartient à la même classe que les sous-marins Iku-Turso et Vetehinen (en), ainsi que les plus petits Saukko (en) et Vesikko.
Le Vesihiisi a coulé par torpille un sous-marin soviétique, le S-7, en 1942.

## Notes et références

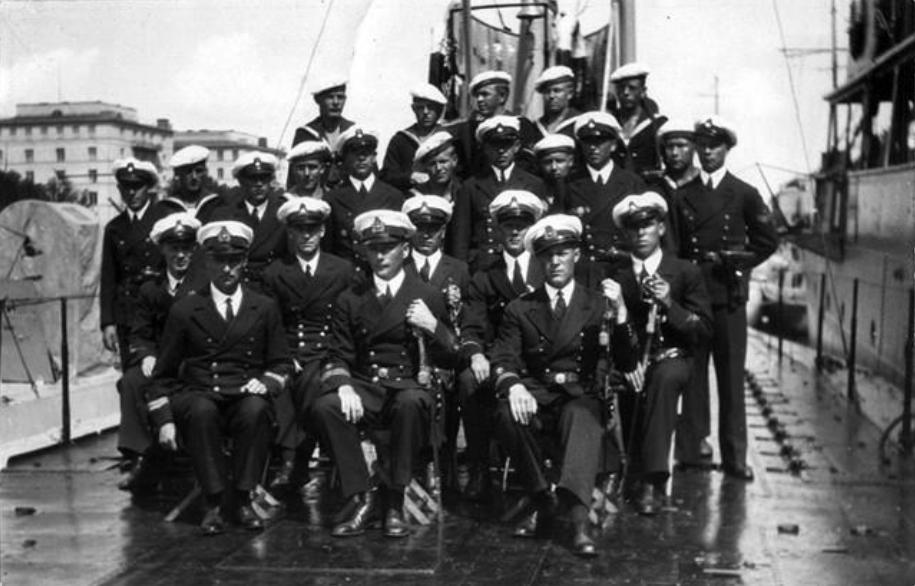
Premier équipage du Vesihiisi en 1931